# SIDOOH 士道
《SIDOOH 士道》是日本漫画家高橋努在《週刊Young Jump》上連載的漫畫。描繪在江戶時代動亂的幕末掙扎求存的少年武士們。

## 登場人物

### 白連隊
雪村翔太郎
初登場時是上總国生活的十四歳少年。愛称是「翔（しょう）」。遵照因霍亂去世的母親的「磨練本領」的遺言、帶著父親的劍、為了變強與弟弟一起向江戶出發。途中遇到清藏，與源太郎一起被賣到白心鄉作為供品，為了求生而打敗執行者朝路而被瑠儀認可。之後作為白心鄉的童連進行劍術的修行。二年後、作為白心鄉的刺客集團（白連隊）襲擊了黒船。撃沉黒船後，因瑠儀背叛、清藏遭到處刑、成為白連隊的隊長。之後一年間、為了討伐瑠儀分別在江戶、会津修行。溫柔和善的性格，重視作為武士的禮儀。與百舌完婚，最後如願殺了瑠儀，但也身受重傷，死在返回會津的路上。
雪村源太郎
翔太郎的弟弟。初登場時十歳。與兄長一起作為白心鄉的童連進行劍術的修行。清藏遭到處刑後一直想著要殺死瑠儀為其報仇。與哥哥一起為磨練劍術參加江戶的比劍大會。在會津輸掉跟佐川官兵衛的比試，之後視佐川為老師。與相馬的妹妹菊乃關係不錯。傲慢沖動坦率的少年。
經歷長州戰爭、暗殺瑠儀、會津淪陷、新選組眾人一一死亡，最終是唯一活到最後的人，決心收起刀劍過活。
百舌
白連隊的唯一女性。清藏曰「與她睡過的男人都無法活」的妖艷美女。在黑船襲擊行動時作為藝妓潛入，失敗被囚，命危之際被翔救助，對他抱著戀愛感情，之後與翔太郎成婚，懷孕之後避居會津，替他生下一個兒子。
鮫島太助
白連隊的一人。擔任刺探情報的工作。通称「鮫」。
朝倉清藏
白連隊的隊長。有極高劍術才能的美男子。以金錢為第一，對殺人絲毫不帶罪惡感的惡徒。是將翔和源賣到白心鄉的罪魁禍首。有著與姐姐一起被白心鄉收養的過去。是第一個教翔劍術的人。受瑠儀之命，作為刺客集團「白聯隊」的隊長，以打倒幕府為目標將黑船擊沉。為了幫助受傷的伊能而被幕府擒住，遭到瑠儀背叛而喪生。
伊能謙之助
白連隊的一人。通称「伊能どん」。白聯隊剛組成時輕視年幼的翔和源，不過，慢慢被直率的兄弟感化。在襲擊黑船時被田邊用槍射擊受重傷。逃出後與清藏一起被幕府捉住。在獄中安靜地斷氣了。

### 白心鄉
瑠儀
白心鄉之祖。上總的大領主。
那鴨
桐竹九十九
朝倉雫

### 江戶幕府
德川家茂
江戶幕府第14代征夷大將軍。長髪，喜愛甜食。
井伊直弼
酒井忠義
堀彦五郎
田邊道孝
勝海舟
江戶幕府的幕臣。

### 長州藩
高杉晋作（たかすぎ しんさく）
桂小五郎（かつら こごろう）

### 壬生浪士組
近藤勇（こんどう いさみ）
壬生浪士組的一人。道場・試衛館之主。
土方歲三（ひじかた としぞう）
壬生浪士組的一人。道場・試衛館的門人。平時冷靜沉著。劍術與翔比肩。稱呼源為「小鬼」。
沖田總司（おきた そうじ）
永倉新八（ながくら しんぱち）
齋藤一（さいとう はじめ）
原田左之助（はらだ さのすけ）
芹澤鴨（せりざわ かも）